# Sainneville
Sainneville, également dénommée Sainneville-sur-Seine, est une commune française située dans le département de la Seine-Maritime en région Normandie.

## Géographie

### Localisation
|                            | Étainhus    |         |
| Manéglise                  | Sainneville |         |
| Saint-Laurent-de-Brèvedent |             | Épretot |

Le Havre, sous préfecture de Seine-Maritime, est à 20 km à l'ouest, la préfecture (Rouen) est distante de 80 km à l'est.
Sainneville-sur-Seine est situé à 8 km de Montivilliers et à 7 km de Saint-Romain-de-Colbosc.
Le village est étendu et plusieurs hameaux (le Clos Viger, la Mare Violette, la Cour Souveraine...) sont dispersés autour du centre-bourg . Plusieurs commerces et services dans ce village, épicerie multiservices, café, garage automobile, boulanger, coiffeur, infirmières et kinésithérapeute .

### Hydrographie
La commune est située dans le bassin Seine-Normandie. Elle n'est drainée par aucun cours d'eau,.

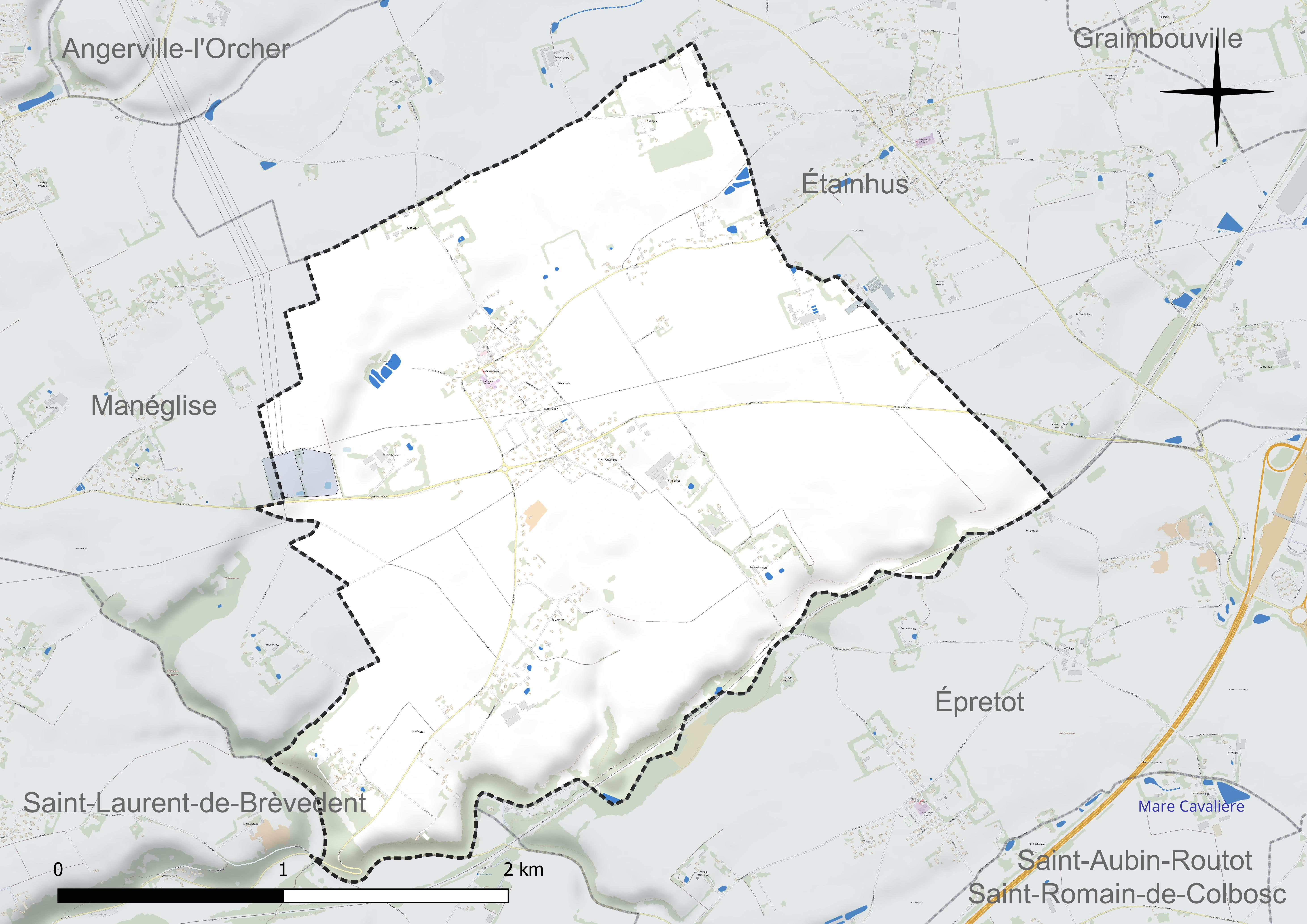
Réseau hydrographique de Sainneville.

### Climat
Pour des articles plus généraux, voir Climat de la Normandie et Climat de la Seine-Maritime.
En 2010, le climat de la commune est de type climat océanique altéré, selon une étude du CNRS s'appuyant sur une série de données couvrant la période 1971-2000. En 2020, Météo-France publie une typologie des climats de la France métropolitaine dans laquelle la commune est exposée à un climat océanique et est dans la région climatique Côtes de la Manche orientale, caractérisée par un faible ensoleillement (1 550 h/an) ; forte humidité de l’air (plus de 20 h/jour avec humidité relative > 80 % en hiver), vents forts fréquents. Parallèlement le GIEC normand, un groupe régional d’experts sur le climat, différencie quant à lui, dans une étude de 2020, trois grands types de climats pour la région Normandie, nuancés à une échelle plus fine par les facteurs géographiques locaux. La commune est, selon ce zonage, exposée à un « climat maritime », correspondant au Pays de Caux, frais, humide et pluvieux, légèrement plus frais que dans le Cotentin.
Pour la période 1971-2000, la température annuelle moyenne est de 10,2 °C, avec une amplitude thermique annuelle de 13,1 °C. Le cumul annuel moyen de précipitations est de 972 mm, avec 13,6 jours de précipitations en janvier et 8,8 jours en juillet. Pour la période 1991-2020, la température moyenne annuelle observée sur la station météorologique la plus proche, située sur la commune de Octeville-sur-Mer à 12 km à vol d'oiseau, est de 11,5 °C et le cumul annuel moyen de précipitations est de 790,7 mm,. Pour l'avenir, les paramètres climatiques de la commune estimés pour 2050 selon différents scénarios d'émission de gaz à effet de serre sont consultables sur un site dédié publié par Météo-France en novembre 2022.

## Urbanisme

### Typologie
Au 1er janvier 2024, Sainneville est catégorisée bourg rural, selon la nouvelle grille communale de densité à sept niveaux définie par l'Insee en 2022.
Elle est située hors unité urbaine. Par ailleurs la commune fait partie de l'aire d'attraction du Havre, dont elle est une commune de la couronne,. Cette aire, qui regroupe 116 communes, est catégorisée dans les aires de 200 000 à moins de 700 000 habitants,.

### Occupation des sols
L'occupation des sols de la commune, telle qu'elle ressort de la base de données européenne d’occupation biophysique des sols Corine Land Cover (CLC), est marquée par l'importance des territoires agricoles (88,9 % en 2018), une proportion sensiblement équivalente à celle de 1990 (89,1 %). La répartition détaillée en 2018 est la suivante : 
terres arables (67,5 %), prairies (17 %), forêts (6 %), zones urbanisées (5,1 %), zones agricoles hétérogènes (4,3 %). L'évolution de l’occupation des sols de la commune et de ses infrastructures peut être observée sur les différentes représentations cartographiques du territoire : la carte de Cassini (XVIIIe siècle), la carte d'état-major (1820-1866) et les cartes ou photos aériennes de l'IGN pour la période actuelle (1950 à aujourd'hui).

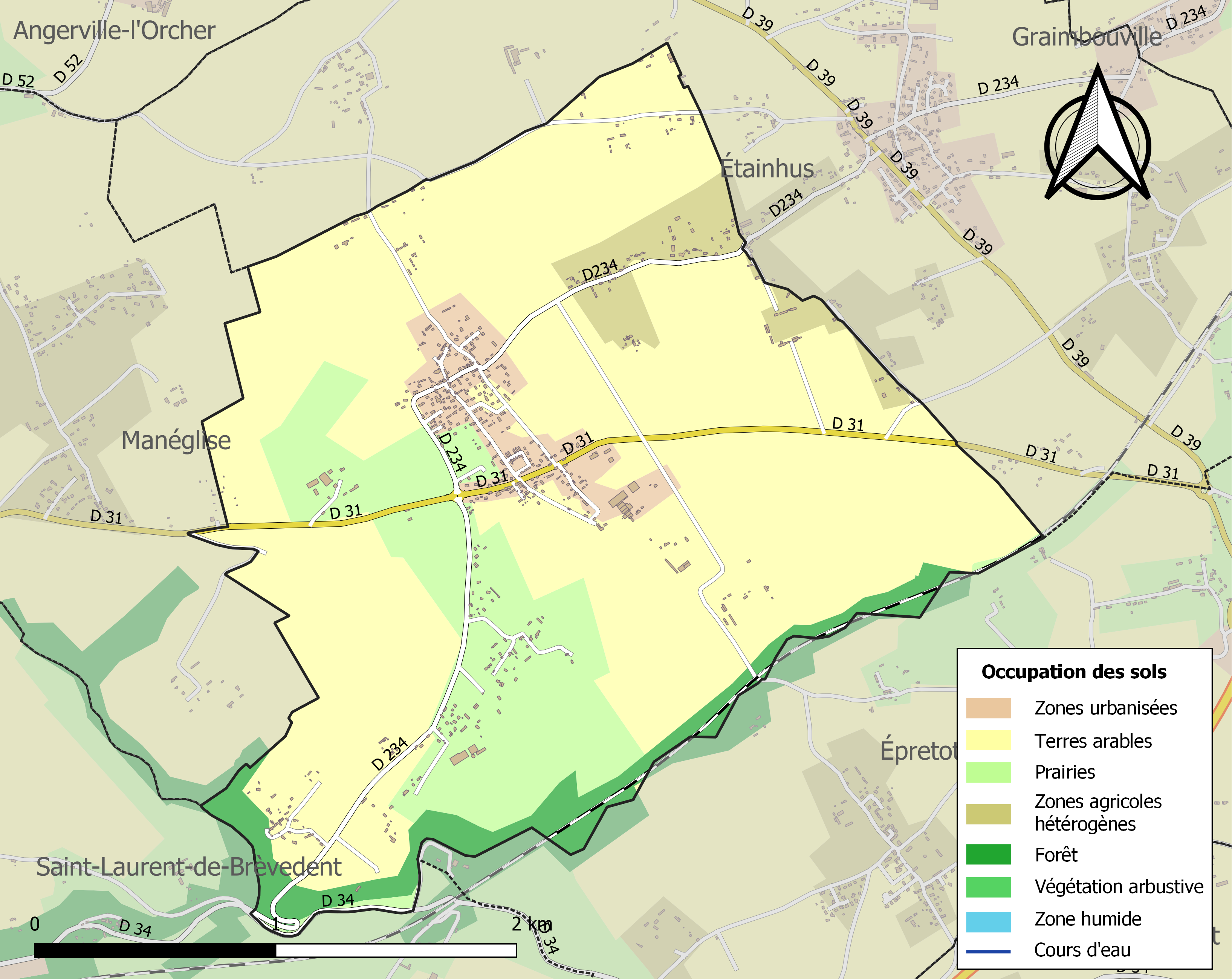
Carte des infrastructures et de l'occupation des sols de la commune en 2018 (CLC).

## Toponymie
Le nom de la localité est attesté sous les formes de Sanavilla en 1195, Sainevilla vers 1210, Sanavilla vers 1240, Seneville en 1319, Saigneville en 1324, Sennevilla en 1397, Ecclesia parrochia Sancti Macuti de Sanavilla entre 1467 et 1472, Saint Maclou de Sainneville en 1671, de Senneville en 1742, Senneville en 1715, Sainneville en 1757, Sainevilla et Senneville en  1788, Sainneville en 1953, Sainneville-sur-Seine en 1953.
Littéralement la « ville saine », au sens de « domaine rural fertile ».

## Histoire
- Au XVIe siècle, les maîtres et écoliers du collège parisien Saint-Martin-du-Mont sont seigneurs de Sainneville. Puis leur succèdent à ce titre Pierre le Petit, conseiller au Parlement de Rouen au XVIIe siècle, et ensuite les châtelains Baudot.
- Charles comte d'Ourches (famille d'Ourches) épouse Maximilienne Félicité Isabelle Jeanne Paule de Baudot, marquise de Sainneville dont naquit une fille Marguerite Alexandrine d'Ourches née le 14 mars 1783 à Tantonville et un fils Didier Balthazard.
- Inventaire du 8 mars 1741 après décès de Noble Dame Marie Charlotte du Houtté de Courtonne, André de Baudot escuyer abbé clerc tonsuré de Rouen, légataire universel de sa grand-tante représenté par messire Henry François de Baudot son frère chevalier seigneur chastelain et patron de Sainneville[17].

## Démographie

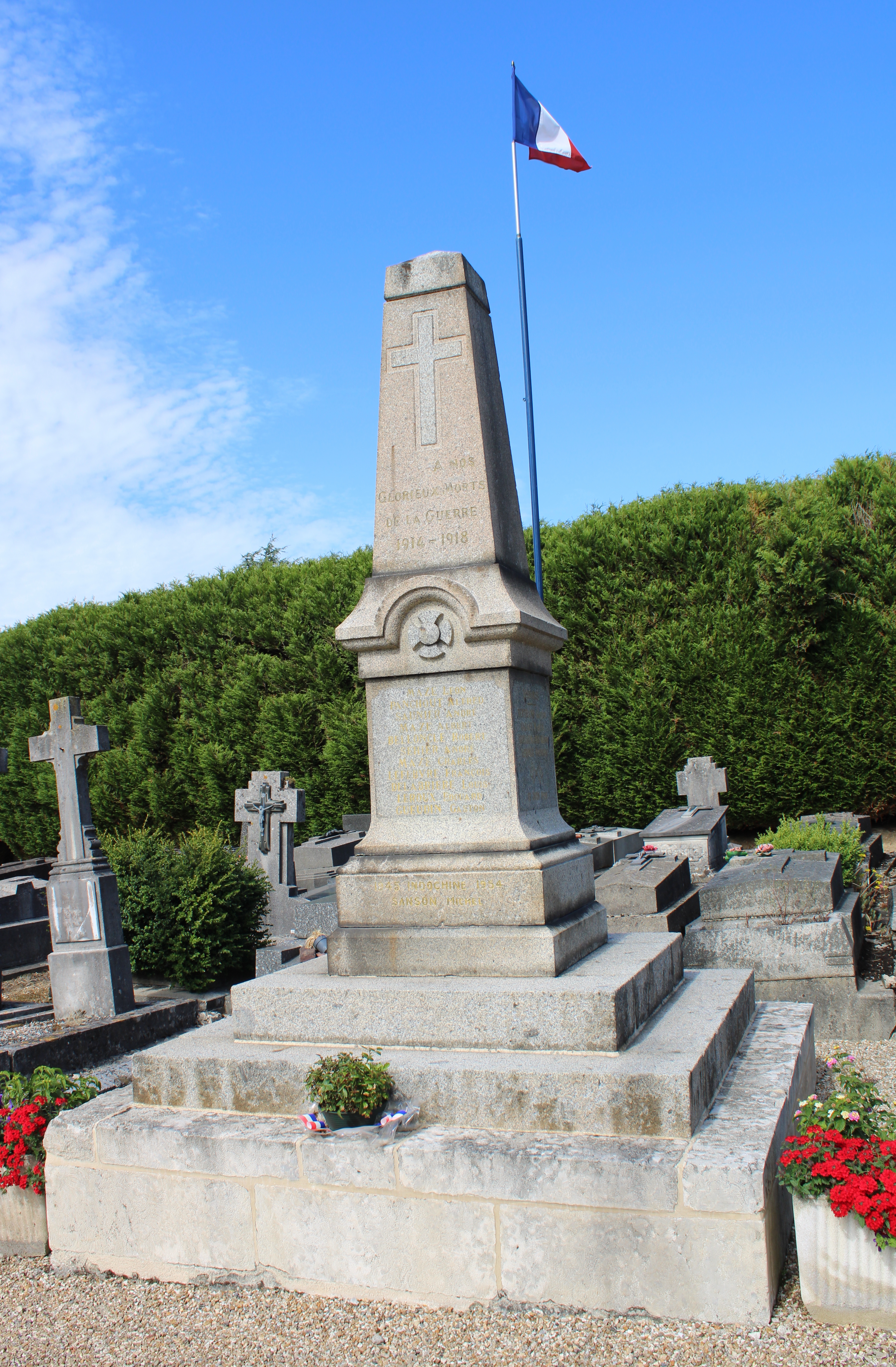
Le monument aux morts.

L'évolution du nombre d'habitants est connue à travers les recensements de la population effectués dans la commune depuis 1793. Pour les communes de moins de 10 000 habitants, une enquête de recensement portant sur toute la population est réalisée tous les cinq ans, les populations de référence des années intermédiaires étant quant à elles estimées par interpolation ou extrapolation. Pour la commune, le premier recensement exhaustif entrant dans le cadre du nouveau dispositif a été réalisé en 2004.

En 2022, la commune comptait 866 habitants, en évolution de +2,61 % par rapport à 2016 (Seine-Maritime : +0,35 %, France hors Mayotte : +2,11 %).
| 1793 | 1800 | 1806 | 1821 | 1831 | 1836 | 1841 | 1846 | 1851 |
| ---- | ---- | ---- | ---- | ---- | ---- | ---- | ---- | ---- |
| 664  | 670  | 745  | 619  | 667  | 601  | 615  | 628  | 613  |

| 1856 | 1861 | 1866 | 1872 | 1876 | 1881 | 1886 | 1891 | 1896 |
| ---- | ---- | ---- | ---- | ---- | ---- | ---- | ---- | ---- |
| 621  | 661  | 672  | 636  | 599  | 568  | 542  | 540  | 511  |

| 1901 | 1906 | 1911 | 1921 | 1926 | 1931 | 1936 | 1946 | 1954 |
| ---- | ---- | ---- | ---- | ---- | ---- | ---- | ---- | ---- |
| 490  | 477  | 453  | 455  | 464  | 450  | 418  | 529  | 482  |

| 1962 | 1968 | 1975 | 1982 | 1990 | 1999 | 2004 | 2006 | 2009 |
| ---- | ---- | ---- | ---- | ---- | ---- | ---- | ---- | ---- |
| 444  | 485  | 576  | 672  | 814  | 826  | 823  | 823  | 816  |

| 2014 | 2019 | 2022 | - | - | - | - | - | - |
| ---- | ---- | ---- | - | - | - | - | - | - |
| 851  | 850  | 866  | - | - | - | - | - | - |

## Culture locale et patrimoine

### Lieux et monuments

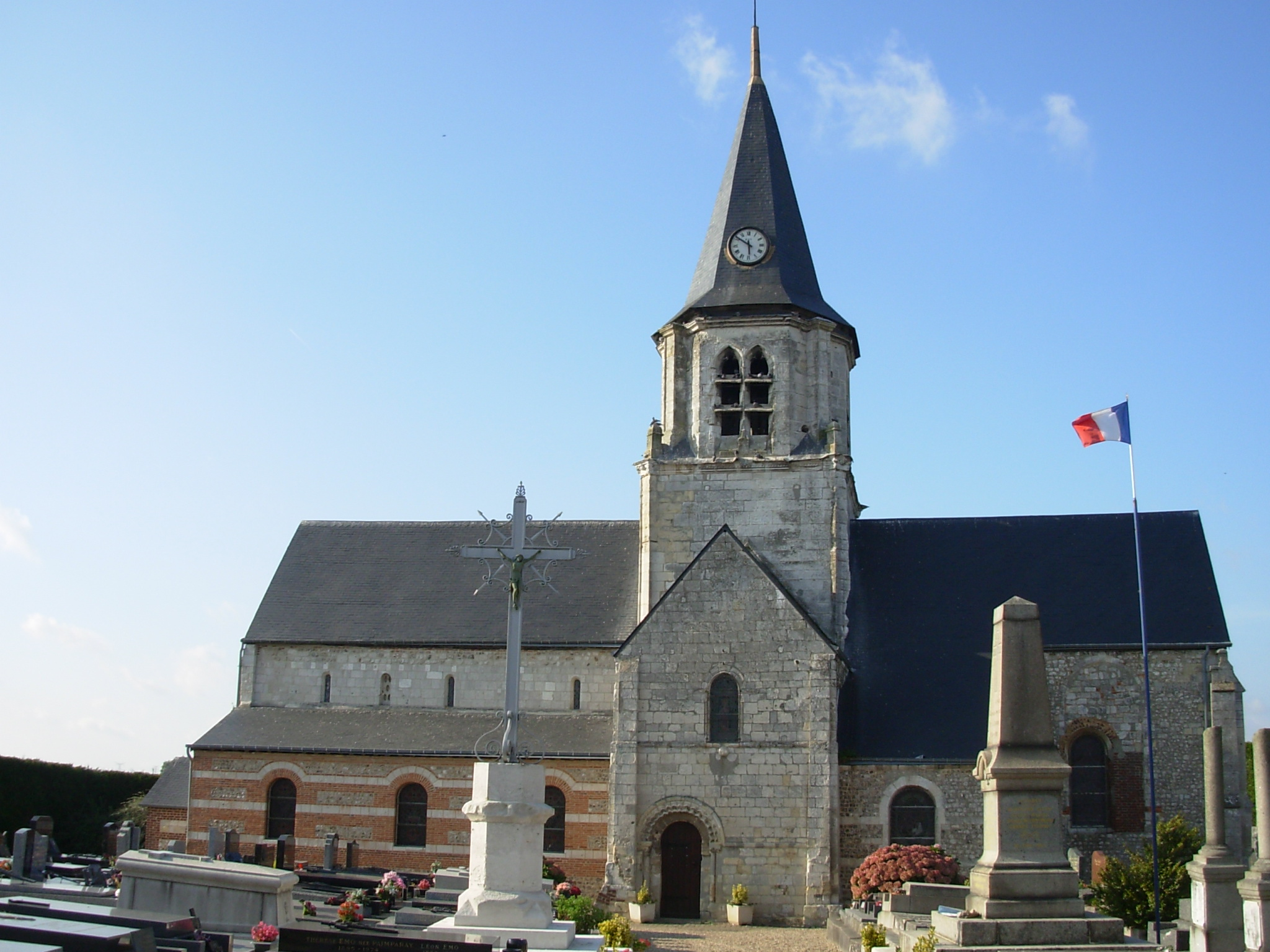

- L'église Saint-Maclou du XIIe siècle : elle fut modifiée aux XVIe et XVIIe siècles mais, du XIIe siècle, subsiste la nef romane. L'église épouse le plan traditionnel de la croix latine. Elle est inscrite aux monuments historiques depuis 1926.
- Un presbytère du XIIIe siècle : il comprenait, à l'origine, un étage en pans de bois, qui a été refait avec de la brique au XIXe siècle. Depuis juin 2006, ce bâtiment abrite la mairie.
- Une ferme familiale à la façade en pans de bois, datant du XVIe siècle.
- Portail de l'enclos du lieu-dit Ferme des Murs datant du XVIIIe siècle : située route d'Epretot, c'est le vestige d'une immense cour-masure cauchoise ou d'un château détruit avant 1822.
- Arbre de la Liberté, place du centenaire : les habitants de Sainneville, comme nombre de villages à l'époque, ont planté un arbre de la Liberté à l'occasion du centenaire de la Révolution française.
- La ferme du Centenaire, route du Clos-Viger : le pavillon principal est caractéristique de l'architecture du XIXe siècle.
- Une maison de maître du XIXe siècle, le Clos Viger.

### Personnalités liées à la commune
- Pierre Daniel Destigny (1770-1855), horloger.